# Maxilly-sur-Léman
Maxilly-sur-Léman é uma comuna francesa na região administrativa de Auvérnia-Ródano-Alpes, no departamento da Alta Saboia. Estende-se por uma área de 4.03 km². Em 2010 a comuna tinha 1 498 habitantes (densidade: 371,7 hab./km²).